# Żyrowa
Żyrowa (niem. Zyrowa) – wieś w Polsce, położona w województwie opolskim, w powiecie krapkowickim, w gminie Zdzieszowice.
Od 1950 Żyrowa należy do województwa opolskiego.

## Integralne części wsi
| SIMC    | Nazwa   | Rodzaj     |
| ------- | ------- | ---------- |
| 0505645 | Lesisko | przysiółek |

W przysiółku zachowały się pozostałości dawnego folwarku Leśnik (niem. Waldhof). 
Podczas III powstania śląskiego, 3 maja 1921 r. o godz. 1.00 w nocy, folwark był miejscem zbiórki członków Polskiej Organizacji Wojskowej z okolic Leśnicy, Zdzieszowic i Zalesia. Tam pobrali ukrytą broń pilnowaną przez leśniczego Jelitę. Peowiacy wchodzili w skład I kompanii Jana Szłapy z batalionu strzeleckiego dowodzonego przez Seweryna Jędrysika pseud. „Wallenstein” pochodzącego z Kamienia Śląskiego. Z folwarku wyruszyli na Górę Św. Anny, którą bez większego oporu, po kilku godzinach, zdobyli.

## Historia

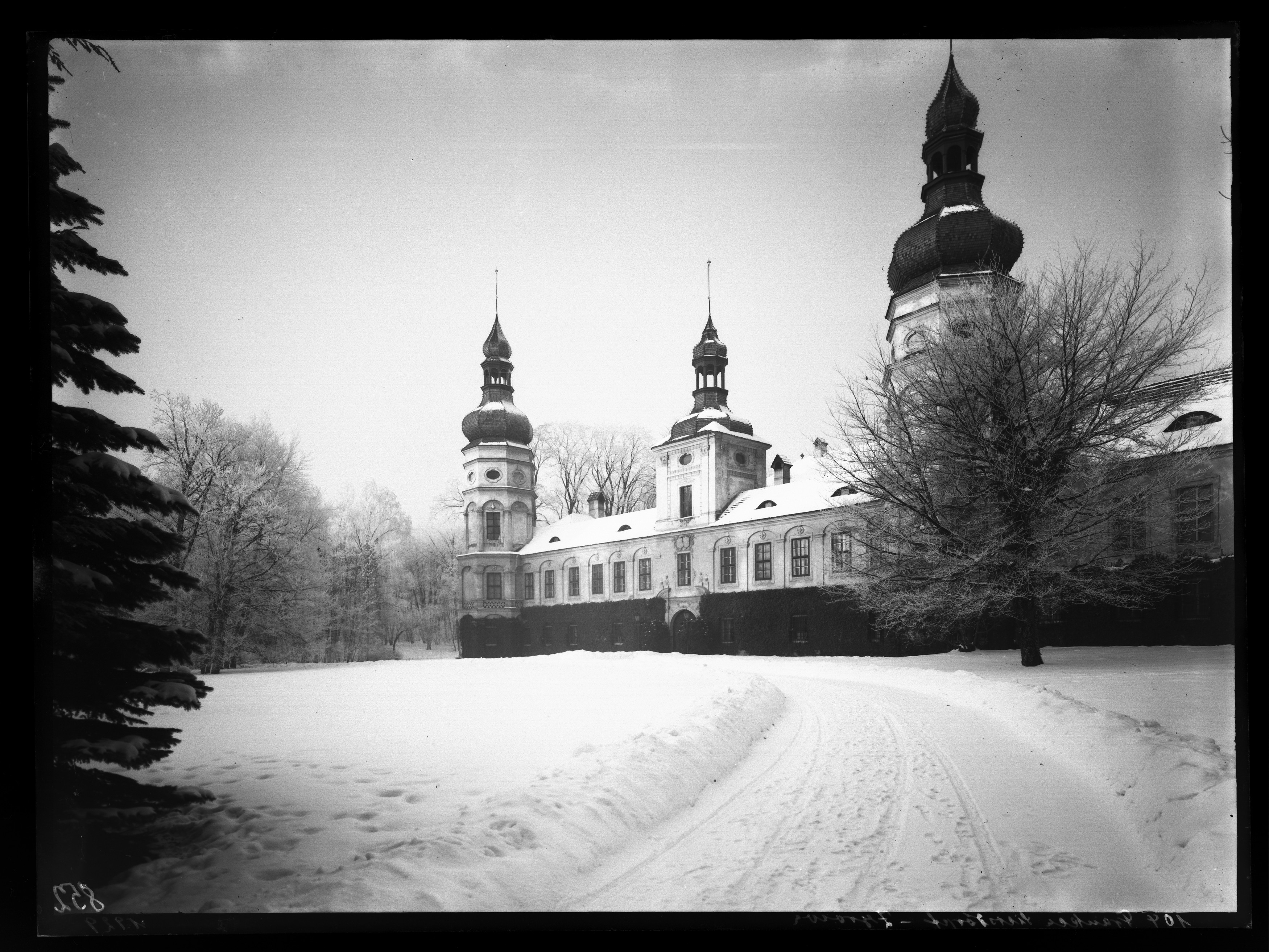
Pałac w Żyrowej, widok od frontu - 1929 r.

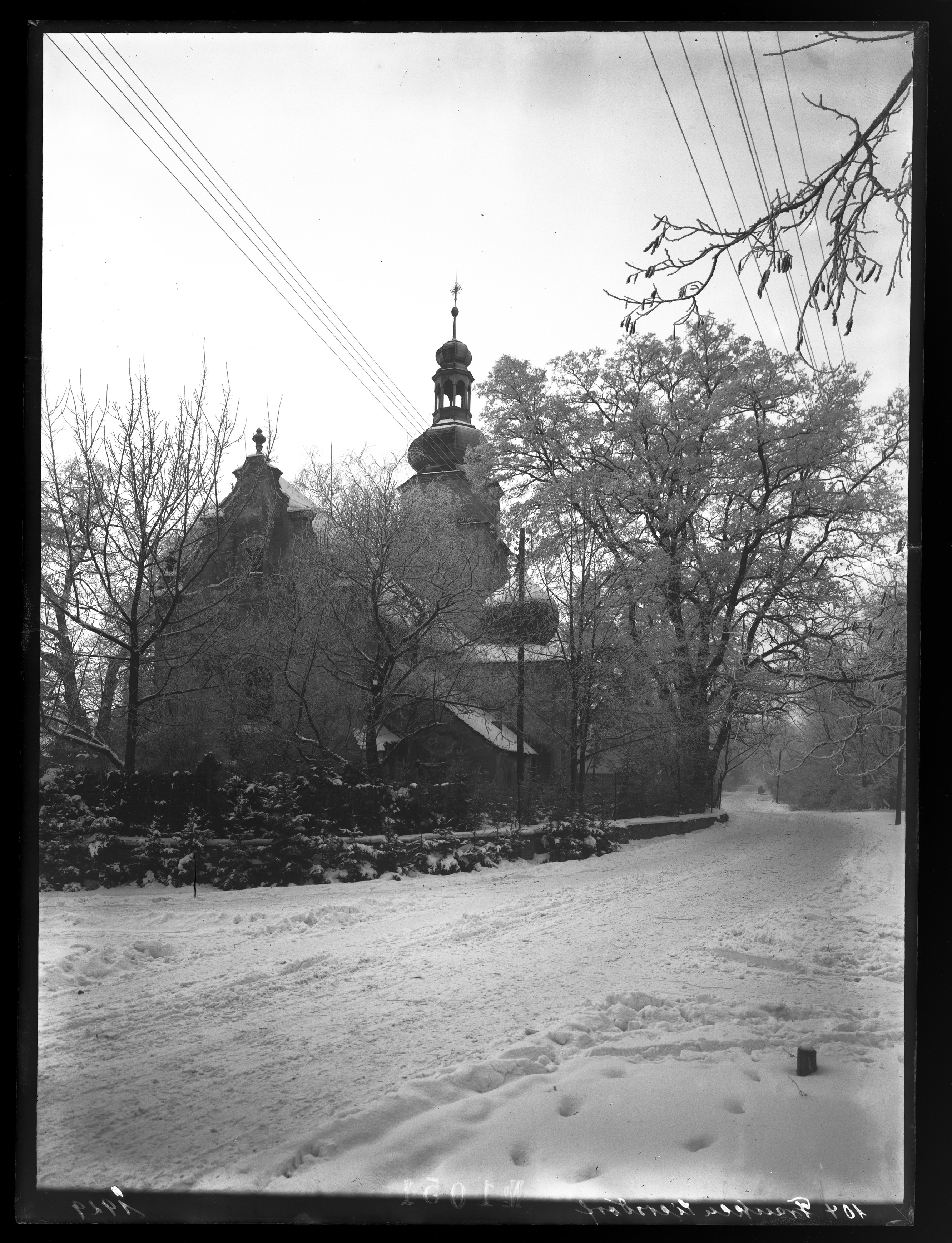
Kościół pw. św. Mikołaja w Żyrowej - 1929 r.

Historia miejscowości i pałacu sięga czasów średniowiecznych i jest związana jest z klasztorem minorytów (z Jemielnicy), którzy na przełomie XIII i XIV wieku zbudowali pierwszy obiekt w miejscu obecnego pałacu.
13 marca 1631 roku Melchior Ferdynand de Gaschin kupił za 24 000 talarów dobra żyrowskie – m.in. Żyrową. „Zyrowa” była nazwą wioski do 1936. Podczas akcji germanizacyjnej nazw miejscowych i fizjograficznych na Górnym Śląsku historyczna nazwa niemiecka Zyrowa została w lipcu 1936 r. zastąpiona przez administrację nazistowską nazwą Buchenhöh. Po kapitulacji Niemiec w 1945 r. ustalono nazwę Żyrowa. W 2002 r. Żyrowa zdobyła nagrodę „Najpiękniejszej Wsi Opolskiej”.

### Plebiscyt i powstanie
W 1910 roku 548 mieszkańców mówiło w języku polskim, 4 w językach polskim i niemieckim, natomiast 118 osób posługiwało się jedynie językiem niemieckim. W wyborach komunalnych w listopadzie 1919 roku wszystkie 107 głosów oddano na kandydatów z list polskich, którzy zdobyli maksymalną liczbę 9 mandatów. Podczas plebiscytu w 1921 r. we wsi uprawnionych do głosowania było 451 mieszkańców (w tym 95 emigrantów). Za Polską głosowało 165 osób, za Niemcami 270 osób.
Podczas trwania III powstania śląskiego, Żyrowa została 9 maja 1921 r. zajęta przez baon Jana Faski z Podgrupy „Bogdan”. Wieś była miejscem stacjonowania dowództwa pułku pszczyńskiego Franciszka Rataja z Grupy „Wschód”. Miejscowość była jednym z celów natarcia niemieckiego zgrupowania kpt. von Chappuisa z krapkowickiego związku taktycznego Selbstschutz Oberschlesien Gruppe „Süd” nacierającego 21 maja z rejonu Gogolina. Żyrowa broniona była przez baony Alojzego Kurtoka, Leonarda Krukowskiego i Józefa Szendery oraz baterię powstańczą „Ordon”. Po ciężkich walkach i kilkukrotnym przechodzeniu z rąk do rąk, wieś ostatecznie została zdobyta przez Niemców. Bojówki Selbstschutz Oberschlesien zamordowały trzech mieszkańców Żyrowej: Pawła Bugiela, Teodora Mainusza i Alojzego Mainusza, którzy zostali pośmiertnie (21.12.1933 r.) odznaczeni Medalem Niepodległości. Z powodu terroru wyemigrowało 45 mieszkańców wsi.

Po powrocie do Żyrowej zdałem Ratajowi raport z przebiegu walk (...). „Długo zastanawiałem się, co tu dalej robić - tłumaczył mi Rataj - i doszedłem do wniosku, że najlepiej będzie ściągnąć wszystkie oddziały pułku, uporządkować je i przejść do przeciwnatarcia (...). Bazą wyjściową będzie Żyrowa, ktorą utrzymać musimy za wszelką cenę. Liczę na was” - zakończył mój dowódca (...). 
Wydzieloną mi do wykonania tego zadania kompanię obsadziłem wszystkie dojścia do Żyrowy z kierunku Krępny, Jasiony i Oleszki. Sam leżę na wzgórzu 385, na północ od Żyrowy, i wypatruję przez lornetę bacznie, czy nie dzieje się coś podejrzanego. Oczy mi się kleją z przemęczenia. Nagle huk. Strzelają nasi. Niemcy odpowiadają gdzieś spod Gogolina. Tak mija godzina, dwie, trzy.
Do ostrej walki dochodzi jedynie z oddziałami nacierającymi na Oleszkę. Powstańcy bronią się zaciekle, muszą jednak ustąpić przeważającym liczebnie i pod względem uzbrojenia wrogowi. Mamy dotkliwe straty. W ręce nieprzyjaciela wpadło kilkunastu ciężko rannych powstańców, co równoznaczne było z wyrokiem śmierci (...).
Nie zdążyliśmy jeszcze ochłonąć po stoczonej walce, gdy Niemcy podeszli nas od tyłu. Sytuacja w najwyższym stopniu niebezpieczna.
Do rozrzuconych w terenie oddziałów wysyłam łączników z rozkazem niezwłocznego zejścia z pozycji i zebrania się w parku zamkowym. Na krótkiej odprawie dowódców plutonów i drużyn wyjaśniam sytuację i nakazuję opuszczenie Żyrowy.

W 1984 r. patronem szkoły podstawowej w Żyrowej został polski językoznawca, prof. Stanisław Rospond.

## Zabytki
Do wojewódzkiego rejestru zabytków wpisane są:
- kościół filialny pw. św. Mikołaja, wzniesiony ok. 1300 r., rozbudowany z późnobarokową fasadą w pierwszej połowie XVIII w., restaurowany w XIX w. i w latach 1932–1936. Jest trój-przęsłowym kościołem 1-przestrzennym z 2-przęsłowym prezbiterium, z prostym zamknięciem i wczesnogotyckim sklepieniem krzyżowo-żebrowym o groszkowatym przekroju żeber, z prostym zwornikiem, w narożnikach szczątkowe służki o kielichowatych głowicach, szeroki korpus z dobudowaną później emporą muzyczną, pierwotnie kryty stropem, od XVIII w. ze sklepieniem kolebkowym, z lunetami i gurtami na pilastrach, z dekoracją stiukową, na sklepieniach medaliony w stiukowych otokach. Kwadratowy aneks jako kaplica (pn.), z czes. kapą nad ukośnie ustawionymi pilastrami, masywna wieża zach., górą 8-boczna, w rodzaju tamburu z przełamanym hełmem barok., kaplice z hełmami cebulastymi, na fasadzie rzeźba św. Jana Nepomucena (XVIII w.). – Zachowana część wyposażenia, m.in. rokokowy ołtarz gł., z przemalowanym obrazem, XVIII w. (Św. Anna nauczająca Marię), wyżej medalion z przedstawieniem św. Mikołaja; dwa ołtarze boczne, w ramach stiukowych i z obrazami (św. Floriana, św. Józefa z Dzieciątkiem) F. A. Sebastiniego (4. ćw. XVIII w.); barokowa ambona (l. pół. XVIII w.).
- zespół pałacowy, z XVII-XIX w.:
  - Pałac w Żyrowej, zbudowany w latach 1631–44
  - park
  - folwark
- kuźnia, z koło XIX w.

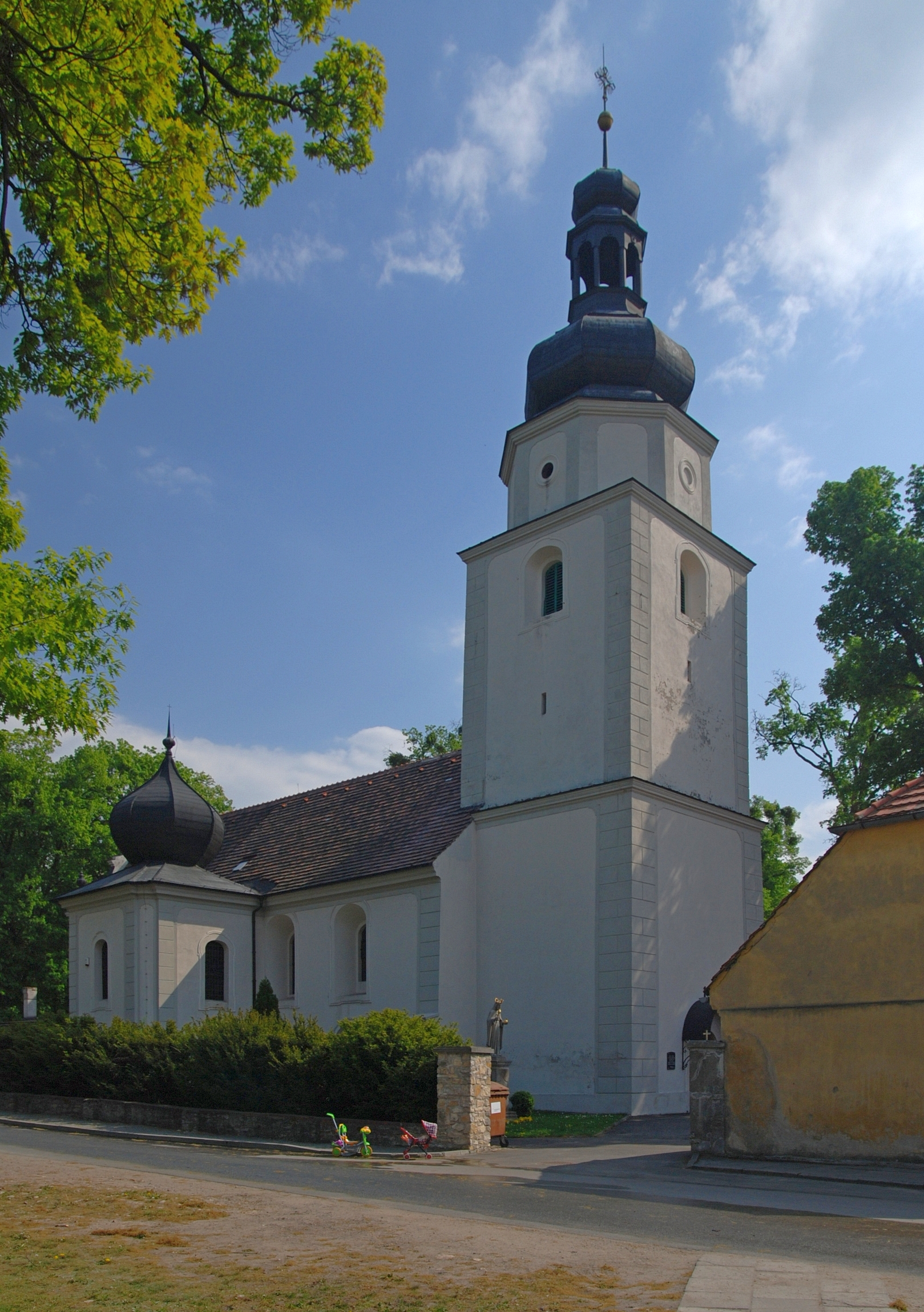
Kościół św. Mikołaja
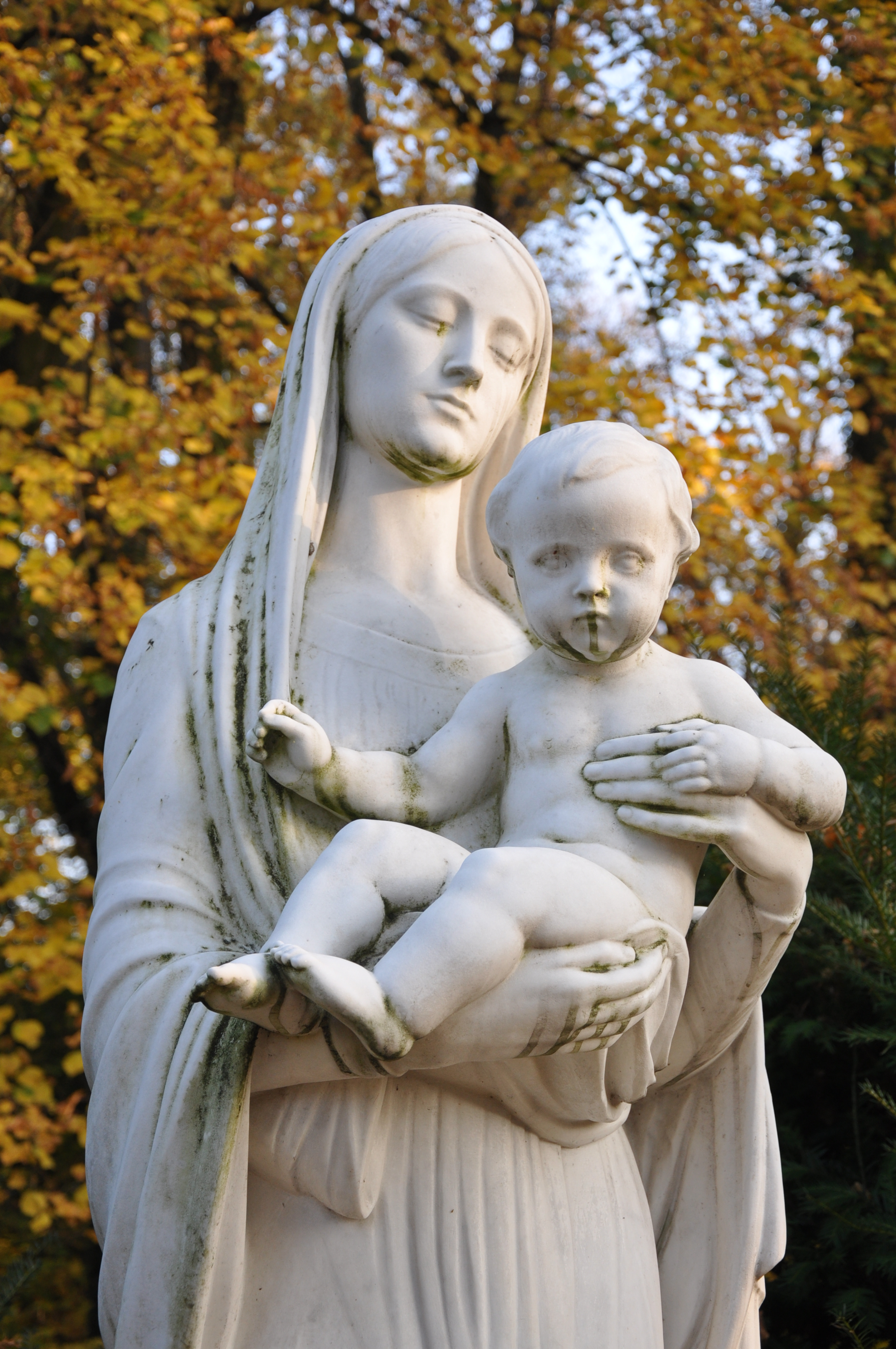
Figura Matki Boskiej z Dzieciątkiem przy kościele
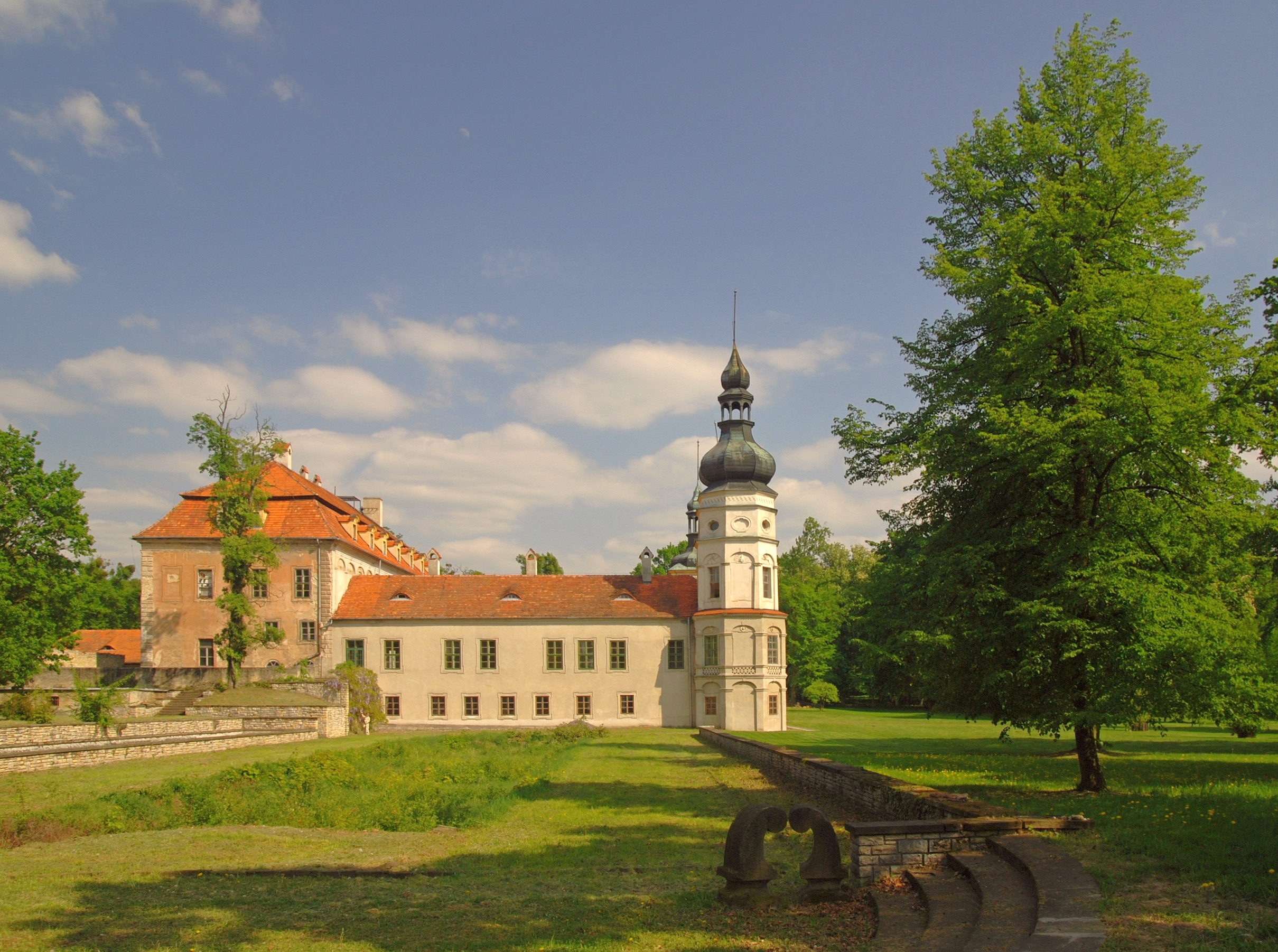
Pałac - widok ogólny ze strony zachodniej
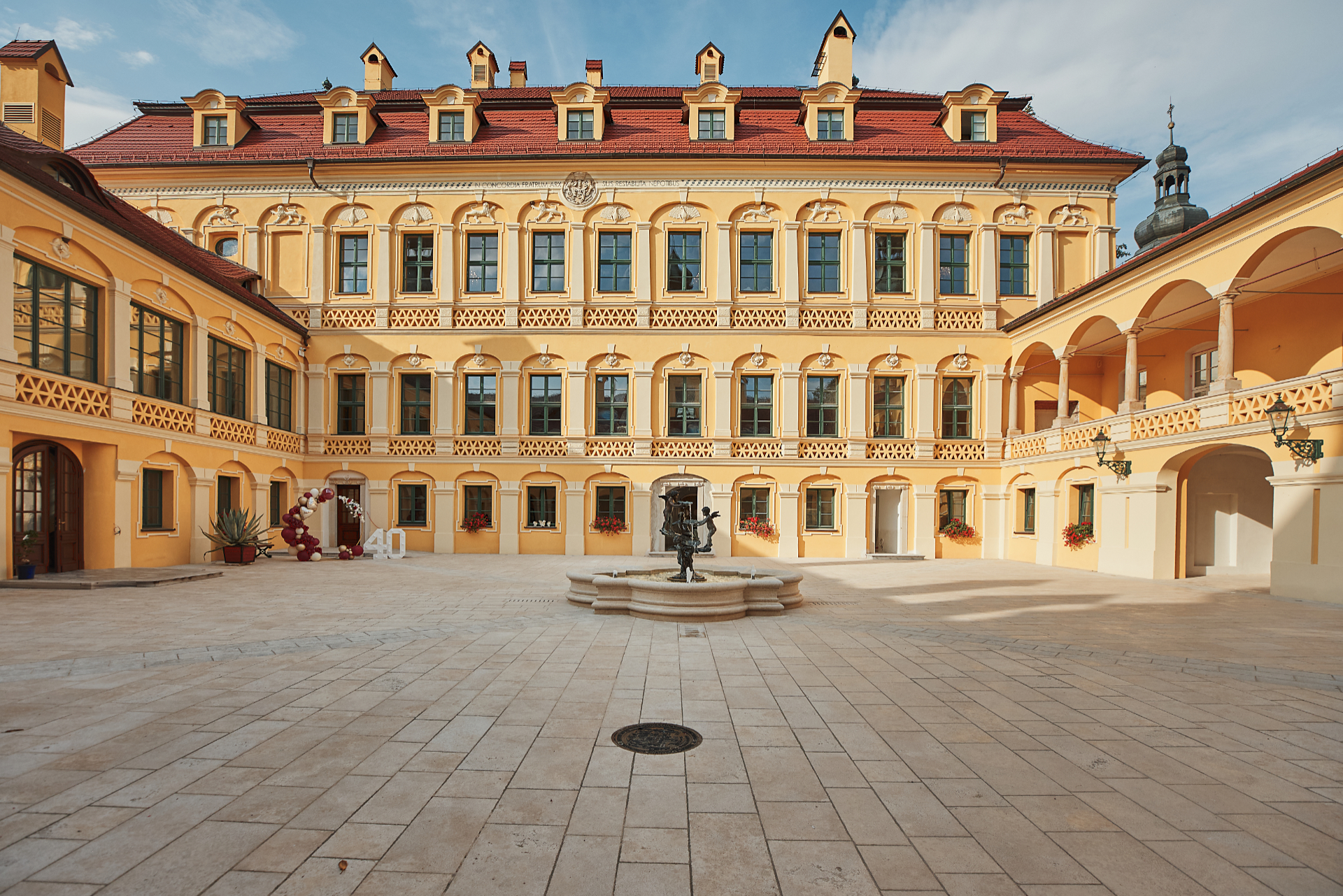
Dziedziniec pałacowy

## Geologia
W Żyrowej znajduje się mała ekspozycja dolnokarbońskich szarogłazów oraz znajdowała się najdłuższa jaskinia Chełmu, została jednak zasypana po 1945 r.